# Edmond Weiskopf
Pour les articles homonymes, voir Weiskopf.
Edmond Weiskopf, né le 22 octobre 1911 à Budapest et mort le 16 mars 1996, est un footballeur professionnel français.  
Son poste de prédilection est attaquant. Il ne compte qu'une sélection en équipe de France de football, France-Hongrie en amical (2-2) le 16 mars 1939 au Parc des Princes.

## Biographie
D'origine hongroise, né Odon Weisskopf, pour sa première sélection il se trouve face à ses anciens compatriotes. Il se montra si nerveux qu'il rata à peu près tout. Il signa sur un match sa carrière internationale.

## Carrière
- Sondyi Budapest (Hongrie)
- SC Hakoah Vienne (Autriche)
- FC Sète (1934-1936)
- Olympique de Marseille (1936-1938)
- FC Metz (1938-1939)
- RC Paris (1939-1940)
- Olympique de Marseille (1940-1942)
- Red Star Olympique (1945-1946)
- Stade français
- FC Annecy